# فهرست نشریات سینمایی ایران
این مقاله شامل فهرستی از نشریات سینمایی است که از آغاز تا امروز در ایران منتشر شده‌اند. 
| نام                  | تاریخ آغاز انتشار | تاریخ پایان انتشار | تعداد شماره | نوع نشریه           | صاحب‌امتیاز                                   | مدیرمسئول       | سردبیر                           |
| -------------------- | ----------------- | ------------------ | ----------- | ------------------- | -------------------------------------------- | --------------- | -------------------------------- |
| آشنا                 | ۱۳۳۸              |                    |             | هفته‌نامه            | طوسی حائری                                   | اسماعیل پوروالی |                                  |
| آگاهی‌نامه            | ۱۳۵۴              | ۱۳۵۶               | ۹۴          | روزانه              | دفتر اطلاعات و روابط عمومی وزارت فرهنگ و هنر |                 |                                  |
| اخبار و اطلاعات هنری | ۱۳۳۶              |                    |             | هفته‌نامه            | سپهر                                         |                 |                                  |
| اخبار هنر و هنرمندان | ۱۳۳۸              |                    |             | ماهنامه             | اداره روابط بین‌المللی و انتشارات هنرهای زیبا | فریدون پیرزاده  |                                  |
| ایران‌فیلم            | ۱۳۲۳              | ۱۳۲۳               | ۶           | دوهفته‌نامه          | داود ایرانپور                                | داود ایرانپور   | داود ایرانپور                    |
| پست تهران سینمایی    | ۱۳۳۶              |                    |             | هفته‌نامه/دوهفته‌نامه | محمدعلی مسعودی                               | امیرسعید برومند | شاء‌الله ناظریان، امیرسعید برومند |
| پیک سینما            | ۱۳۳۳              | ۱۳۳۳               | ۱۱          | دوهفته‌نامه          | حمید رهنما، عبدالله نادری، مجید نجات         | طغرل افشار      | طغرل افشار                       |
| جهان سینما           | ۱۳۳۱              | ۱۳۳۲               | ۱۹          | دوهفته‌نامه          | عباس ابتهاج                                  | حسین فرهنگ      | حسین فرهنگ، هوشنگ قدیمی          |
| سایه‌ها               | ۱۳۳۷              | ۱۳۳۷               | ۵           |                     | مدرسی چهاردهی                                |                 | محمد متوسلانی                    |
| مجله فیلم            | ۱۳۶۱              | تاکنون             | ۶۱۸         | ماهنامه             | مسعود مهرابی                                 |                 |                                  |
| فیلم امروز           | ۱۴۰۰              | تاکنون             | ۴۴          | ماهنامه             | هوشنگ گلمکانی                                |                 |                                  |